# Montemarzino
Montemarzino (piemontiul: Montmarsen) település Olaszországban, Piemont régióban, Alessandria megyében. Lakosainak száma 306 fő (2023. január 1.).